# Paris Pişmiş
Marie Paris Pişmiş de Recillas (Istanbul, 30 de gener de 1911 – 1 d'agost de 1999) va ser una astrònoma turca-mexicana d'origen armeni.
Pişmiş va néixer com Mari Sukiasyan el 1911, originària d'Ortaköy, un barri del districte de Beşiktaş, a Istanbul. El 1937, va esdevenir una de les primeres dones a obtenir un Ph.D. per la Facultat de Ciències de la Universitat d'Istanbul. El seu supervisor doctoral va ser Erwin Freundlich, que havia arribat allí com a molts científics alemanys fugint de la persecució nazi, i s'adonà del seu geni i la va recolzar per traslladar-se als EUA com a becària de Harvard el 1938. Així, més tard, va desenvolupar activitats acadèmiques en l'Harvard University on va conèixer al seu futur espòs Félix Recillas, un matemàtic mexicà. Finalment es van instal·lar a Mèxic, D. F., i així va esdevenir la primera astrònoma professional a Mèxic. D'acord amb Dorrit Hoffleit:
Durant més de cinquanta anys va treballar en la UNAM, la que li va atorgar una sèrie de guardons, inclòs el "Premi Ensenyament de les Ciències".
Pişel meuş va estudiar, entre d'altres, la cinemàtica de galàxies, la nebulosa H II, l'estructura de cúmuls estel·lars oberts, i de nebuloses planetàries. Va compilar el catàleg Pismis de 22 cúmuls estel·lars oberts, i 2 cúmuls globulars en l'hemisferi sud.
El 1998, va publicar una autobiografia intitulada "Reminiscences in the Life of paris Pișmiș: a Woman Astronomer".
Va morir el 1999. D'acord amb els seus desitjos va ser cremada. La seva filla Elsa Recillas Pishmish és una astrofísica.

## Algunes publicacions
- Paris Pișmiș, Gabriel Cruz-González. 1998. Reminiscences in the Life of Paris Pismis: A Woman Astronomer. Editor Universitat Nacional Autònoma de Mèxic, Institut d'Astronomia, Institut Nacional d'Astrofísica, Òptica i Electrònica, 103 pàg. ISBN 9789683664495